# Vaste ster

Johannes Kepler. Mysterium Cosmographicum, 1596. Kepler's heliocentrische weergave van de kosmos, met een buitenste “sphaera stellar(um) fixar(um)”, of bol van vaste sterren

Een vaste ster (Latijn: stella fixa) is een hemellichaam dat ogenschijnlijk niet beweegt aan de hemelbol. Dit is met andere woorden elke ster behalve de zon. Nevels en gaswolken worden vanwege hun sterachtige voorkomen ook tot deze categorie gerekend. De benaming is in de Oudheid ontstaan.
Geocentrische denkbeelden, zoals die van de Oud-Griekse astronomie, zijn gebaseerd op de aanname dat de Aarde stil staat, terwijl de sterren aan de Hemelbol in een constant tempo, in één draai (= universum), eromheen draaien. Vaste sterren vormen de basis voor het benoemen van sterrenbeelden.      
Dat de sterren aan de hemel in vroeger tijden als "vast" werden beschouwd had onder meer ermee te maken, dat de verschijnselen parallax en eigenbeweging toen nog niet met behulp van optische instrumenten waarneembaar waren. De met het blote oog zichtbare planeten werden toen eveneens als sterren gezien, ze werden wel "wandelende sterren" genoemd. Vaste sterren (sterren ver weg) vormen het referentiekader voor een Inertiaalstelsel.
In de door Claudius Ptolemaeus samengestelde stercatalogus staan 1022 "vaste" sterren vermeld. Dit aantal is daarna gedurende tweeduizend jaar als standaard aangehouden. Het totaal aantal "vaste" sterren dat met het blote oog vanaf de Aarde zichtbaar is, is ongeveer 6000, maar deze zijn nooit allemaal tegelijk zichtbaar. 